# Помезанія

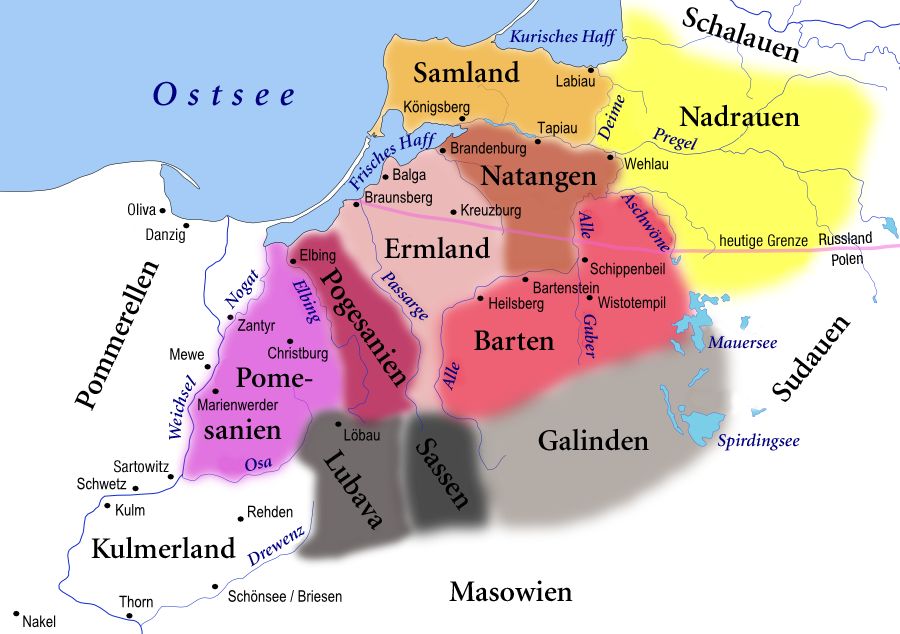
Схема земель Пруссії у ХІІІ ст.

Помезанія (нім. Pomesanien, пол. Pomezania, лит. Pamedė) історична назва землі Пруссії, де проживало одне з давньопрусських балтських племен помедів. Назва походить від прусського «pa-median» — «під лісом, узлісся». За легендою назва землі походить від імені Помесо, сина вождя Відевута. Терени займали важкопрохідні ліси на півдні вздовж ріки Оса і на заході від її впадіння до Вісли вздовж правого берега останньої, її рукава Ногат, на півночі до озера Друзно і від нього на сході приблизно до міста Любава. На ХІІІ ст. населення Помезанії складало 16.000-20.000 осіб.

## Історія

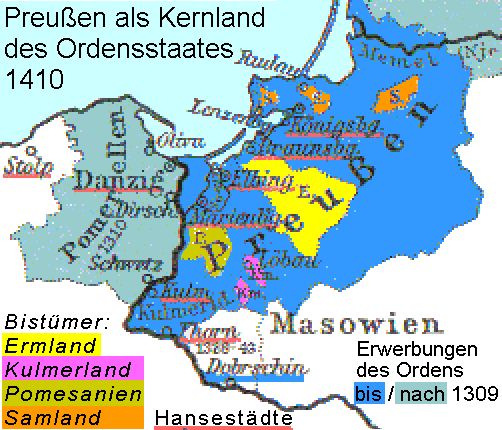
Схема дієцезій Пруссії

Князь Мазовії Конрад I Мазовецький запросив лицарів Тевтонського ордену для захисту своїх теренів від нападів прусів (1225). Хрестоносці прибули 1230 до Кульму, звідки наступного року почали наступ на Помезанію. Перейшовши Віслу, заклали місто Торунь (нім. Thorn), перший замок Марієнвердер (нім. Marienwerder). Вождь помедів Пепін безуспішно атакував Торунь, був захоплений і страчений. Генріх ІІІ Майсенський 1234 виграв велику битву під прусським поселенням Ґревозе (Grewose), захопивши його. Помезани взяли участь у І прусському повстанні (1242/49), знову володіли містом Ґревозе (1242/47), який хрестоносці Генріха фон Ліхтенштейна захопили (1248), заклавши замок Хрістбурґ на новому місці (нім. Christburg). Тоді ж заклали Голланд (нім. Preußisch Holland)), Марієнбурґ (нім. Mariaeburgum) (1250). Помезанія була першою землею Пруссії, що була колонізована хрестоносцями і охрещена. Помезанія не брала участі у ІІ прусському повстанні (1260–1274), через що на неї здійснювали набіги ятвяги, барти. Попри те, що Помезанія першою з прусських земель була атакована хрестоносцями, тут до XVI ст. збереглись звичаї, мова, що дозволило скласти словник прусської мови і Катехізис на цій мові.
28 липня 1243 легат Вільгельм з Модени заклав у володіннях Тевтонського ордену 4 дієцезії (Земландії, Вармії, Кульму і Помезанії під управлінням архієпископа Риги, що затвердив 30 липня 1243 Іннокентій IV. Крім Помезанії до неї увійшли терени Погезанії. Резиденцію єпископа заклали у Різенбурґу (нім. Riesenburg), капітулу у Мерієнвердері (нім. Marienwerder). З 1525 набуло поширення лютеранство і дієцезія стала занепадати. Єпископ Ергард фон Квейс перейшов на лютеранство (кінець 1524), через що 1577 Помезанію передали в управління Кульмської дієцезії (Хелмжська), а 1601 папа підтвердив інкорпрацію Помезанської дієцезії з Кульмською.
Згідно Другого Торунського миру терени Помезанії були розділені. Марієнбурґ і навколишні землі відійшли до Королівської Пруссії, а південна частина до Тевтонського Ордену, реорганізованої у Прусське герцогство (1525). Головними містами Помезанії були Ейлау (пол. Iława), Марієнвердер (пол. Kwidzyn), Марієнбурґ (пол. Malbork), Рісенбурґ (пол. Prabuty), Росенберґ (пол. Susz).
Після першого поділу Речі Посполитої 1772 Помезанія відійшла до провінції Східна Пруссія королівства Пруссія. Після Першої світової війни Східна Пруссія залишилась у складі Німеччини обабіч Польського коридору. Після Другої світової війни з ліквідацією Східної Пруссії Помезанію передали Польщі. Терени Помезанії сьогодні входять до Вармінсько-Мазурського і Поморського воєводств Польщі.